# Maximilian von Montgelas
Ne doit pas être confondu avec Max von Montgelas.
Maximilian Carl Joseph Franz de Paula Hieronymus de Garnerin, comte de Montgelas, dit Maximilian von Montgelas, né le 12 septembre 1759 à Munich où il est mort le 14 juin 1838, est un homme d’État bavarois.

## Biographie

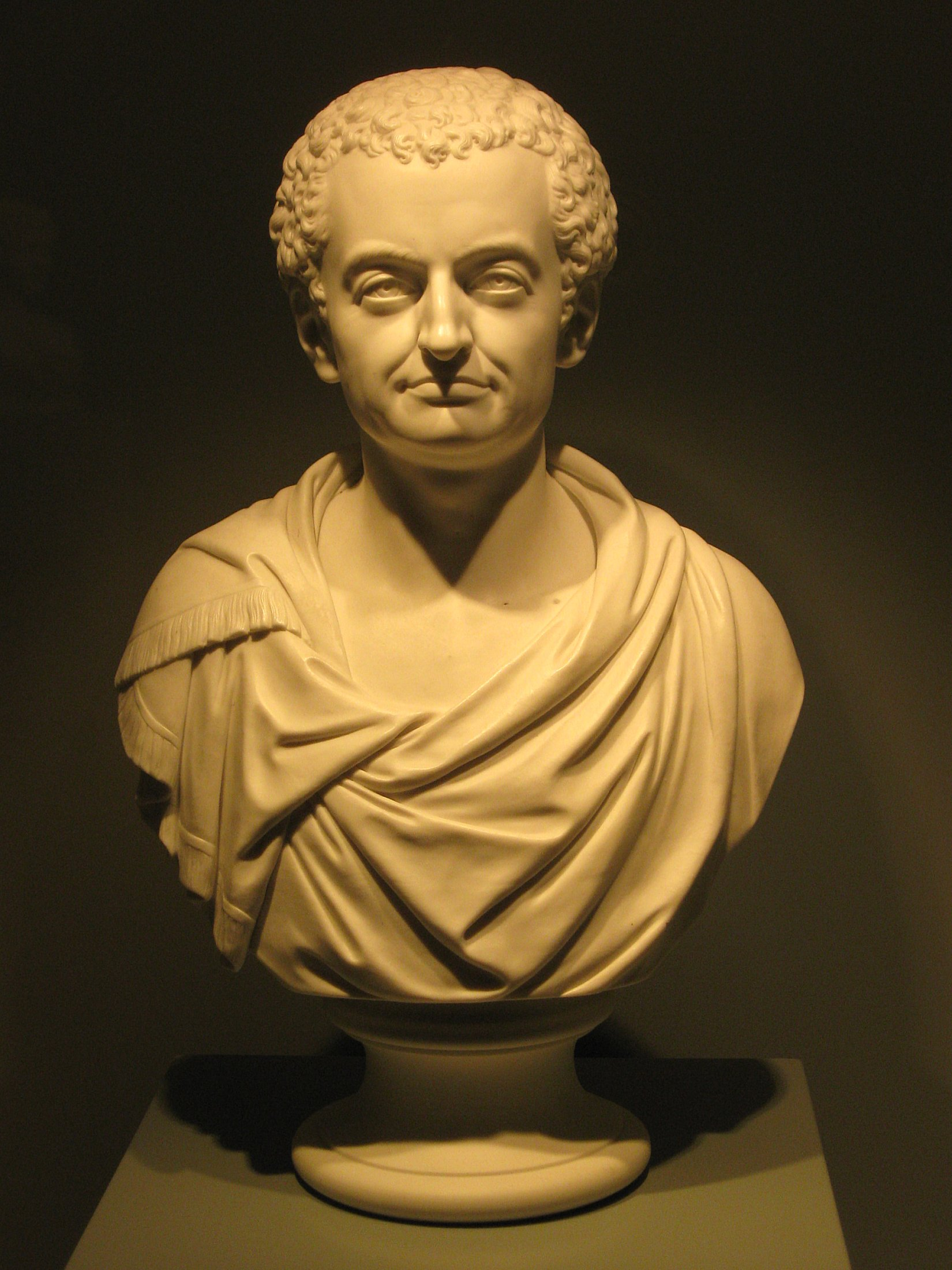
Portrait par Johann Peter Melchior (1814).

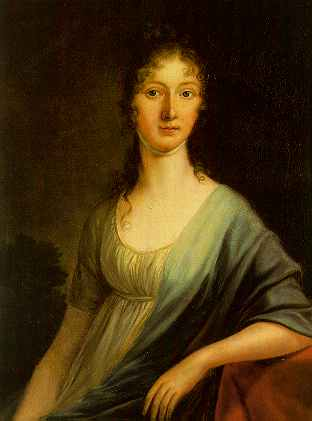
Portrait de la comtesse Ernestine von Montgelas, née von Arco.

Maximilian Carl Joseph Franz de Paula Hieronymus est né le 12 septembre 1759 à Munich, en Bavière. Son père Johann Sigmund Garnerin, baron de Montgelas (1710-1767), lieutenant-général de cavalerie, est entré au service de Maximilien III, électeur de Bavière, et a épousé la comtesse Ursula von Trauner. Il est issu d'une famille noble originaire de Savoie, les Garnerin, seigneurs de La Thuille, Mondragon et Montgelas (Montgellaz).
Maximilian Josef, qui était leur fils aîné, a été éduqué à Nancy, Strasbourg puis Ingolstadt. Jusqu’à la fin de sa vie, il a parlé et écrit le français, qui était sa langue maternelle, avec plus de correction et de facilité que l’allemand. Néanmoins, né à Munich, il a toujours voulu être traité comme de nationalité bavaroise.
En 1779, il entre dans la fonction publique dans le service de la censure des livres. L’électeur Charles-Théodore, qui l’a d’abord  favorisé, s’offusque de le découvrir associé aux Illuminati, la société secrète bavaroise qui soutient les propositions les plus anticléricales du siècle des Lumières, dont il était membre sous le nom de Musaeus. Montgelas doit alors partir pour Deux-Ponts, où ses frères Illuminati l’aident à trouver un emploi à la cour du duc, à la tête d’une branche de la famille Wittelsbach, refuge d’où les ennemis orthodoxes des Illuminati réussissent également à le faire éconduire. Maximilien Joseph, frère du duc de Deux-Ponts, le prend alors à son service comme secrétaire privé et, lorsque son nouveau protecteur parvient aux commandes du duché, Montgelas accède au poste de ministre et, à ce titre, il prend part au congrès de Rastatt en 1798, où le relèvement de l’Allemagne, conséquence de la Révolution française, batt son plein.

## Ministre en Bavière
En 1799, le duc de Deux-Ponts a accédé à l’électorat de la Bavière, et il a gardé Montgelas comme son conseiller de confiance. Montgelas a inspiré et dirigé la politique qui a transformé l’électorat de Bavière en royaume en 1806, et son augmentation en taille par l’annexion des terres d’Église, des villes libres et des petites seigneuries. Montgelas ayant obtenu ces avantages au moyen d’une servilité inflexible à l’endroit de Napoléon et de l’indifférence la plus cynique envers les droits des États allemands voisins de la Bavière, il a incarné, aux yeux de tous les Allemands révoltés contre la suprématie de la France, le type même du politicien antipatriotique. Montgelas lui-même, à en juger par sa conduite et la défense écrite de sa politique, trouvait puérils ce genre de sentiments.
Montgelas est un homme politique typique du XVIIIe siècle, dont l’unique préoccupation est que la maison de Habsbourg a toujours menacé la Bavière, que la Prusse ne l'a soutenue que par intérêt, et que le seul appui utile contre ces deux puissances est la France, dont le propre intérêt est de vouloir contrebalancer le pouvoir de l’Autriche et de la Prusse en Allemagne. Jusqu’à la fin de 1813, lorsque le déclin de la puissance napoléonienne est évident, ce dont Montgelas est bien à même de se rendre compte grâce à ses fréquentes visites de Paris, il a constamment soutenu que la France était primordiale pour la Bavière. Même si c’est sous l’influence de son fils et du maréchal von Wrede que le roi de Bavière prend la décision, en 1814, de se retourner contre Napoléon, Montgelas lui-même n’aurait laissé aucun sentimentalisme influencer son soutien à un allié dès lors que celui at cessé d’être utile aux intérêts de la Bavière.
Dans les affaires intérieures, la politique de laïcisation et de centralisation administrative mené par Montgelas a montré qu’il été resté fidèle renoncé aux idées des Lumières du siècle précédent. Il peut être considéré comme le politicien allemand du début du XIXe siècle qui a le mieux réussi en politique intérieure, avec une longue liste d’accomplissements impressionnants. En 1796 déjà, lors de l’exil du duc de Deux-Ponts à Ansbach, après l’avancée française sur Deux-Ponts, Montgelas avait élaboré un plan directeur pour la future modernisation de la Bavière. Ce long document, le « mémoire d’Ansbach » a été redécouvert dans les années 1960 et publié en 1970 par l’historien et biographe bavarois de Montgelas, Eberhard Weis. Une fois nommé principal conseiller d’État de Maximilien après que ce dernier ait accédé à l’électorat de Bavière en 1799, Montgelas met sans fléchir son projet en œuvre : la noblesse et le clergé sont désormais soumis à l’impôt. La fiscalité est accompagnée d’une description économique complète de la Bavière qui s’est traduite par un système de cadastre exceptionnel.
En 1808, Montgelas donne à la Bavière sa première constitution moderne, qui comprend l’abolition de toutes les reliques du servage qui avaient survécu jusque-là. En 1812, la torture est abolie par l’introduction d’un nouveau code pénal fondé sur des normes humanitaires modernes. La scolarisation, la vaccination et le service militaire sont rendus obligatoires. L’administration bavaroise est réorganisée autour d’un cabinet centralisé de ministères modernes qui remplace les multiples chambres d’antan. Montgelas favorise également le libre-échange en faisant abolir tous les péages dans le royaume de Bavière. Il conçoit et met en œuvre le Dienstpragmatik, un règlement pour les fonctionnaires, qui a servi de modèle à toute la fonction publique en Allemagne. Désormais, l’admission à un service dans l’administration publique ne se fait plus sur la base de l’appartenance à la religion catholique ou la noblesse, mais uniquement sur la qualité de l’éducation. Les fonctionnaires reçoivent un salaire suffisant et leurs veuves une pension. Ce règlement, qui met fin à la prépondérance de la noblesse dans les rangs les plus élevés et les plus décisifs de l’administration publique, permet à Montgelas de restructurer la fonction publique sur une déontologie nouvelle qui crée, par la même occasion, un groupe social de serviteurs dont l’unique loyauté va à la couronne et au royaume de Bavière.
Afin de réduire l’influence politique et culturelle de l’Église catholique en Bavière, Montgelas a accordé les droits civils, y compris la citoyenneté, aux protestants. Les communautés juives ont également reçu un statut juridique, même s’il demeurait un enregistrement spécial de nature discriminatoire. Il a contribué à la laïcisation de la Bavière en saisissant pour l’usage et le profit de l’État de nombreuses propriétés foncières de l’Église, surtout les monastères, car il considérait la vie monastique, au mieux, comme inutile, et au pire, comme un vivier de « superstition ». Il importait essentiellement de tenter de supprimer les biens de mainmorte qui avait mené la trésorerie de l’État au bord de la faillite sous Charles Théodore. La suppression des institutions et l’expropriation des biens de l’Église étaient, selon les principes des Lumières et de la réorganisation de l’Europe napoléonienne, des étapes essentielles dans la modernisation de l’État. Toujours selon ces principes, Montgelas consacra l’omnipotence de l’autorité laïque sur la religion en éliminant les marques d’autorité et de contrôle des ressources par l’Église, dont les monastères possédaient, depuis les premiers siècles du Moyen Âge, de grandes étendues de terres et exploitaient les agriculteurs qui y travaillaient.
Montgelas considère que toute forme de représentation parlementaire est aussi dangereuse pour l’État moderne que ne l'a été l’Église. Même le Parlement impuissant et très ploutocratique introduit par la Constitution de 1808 ne voit pratiquement jamais le jour. Montgelas, qui a lui-même déclaré que les guerres à répétition empêchent toute convocation du Parlement, préfère, en fait, son statut de despote bienveillant qui lui permet d’échapper à toute forme de contrôle du Parlement. Ce n’est qu’après que ses ennemis ont persuadé le roi de le renvoyer, en 1817 (il est remplacé par Friedrich Karl von Thürheim), qu’un véritable Parlement bicaméral introduit par la deuxième constitution bavaroise de 1818 est créé. Lui-même passe alors les vingt dernières années de sa vie comme membre de la Chambre haute de Bavière (Kammer der Reichsräte).
Il épouse en 1803 la comtesse von Arco, dont il a huit enfants. En grand seigneur du XVIIIe siècle, il permet à son épouse très séduisante d’avoir des amants et en invite même certains dans son palais. Il est fait comte en 1809.

## Hommages

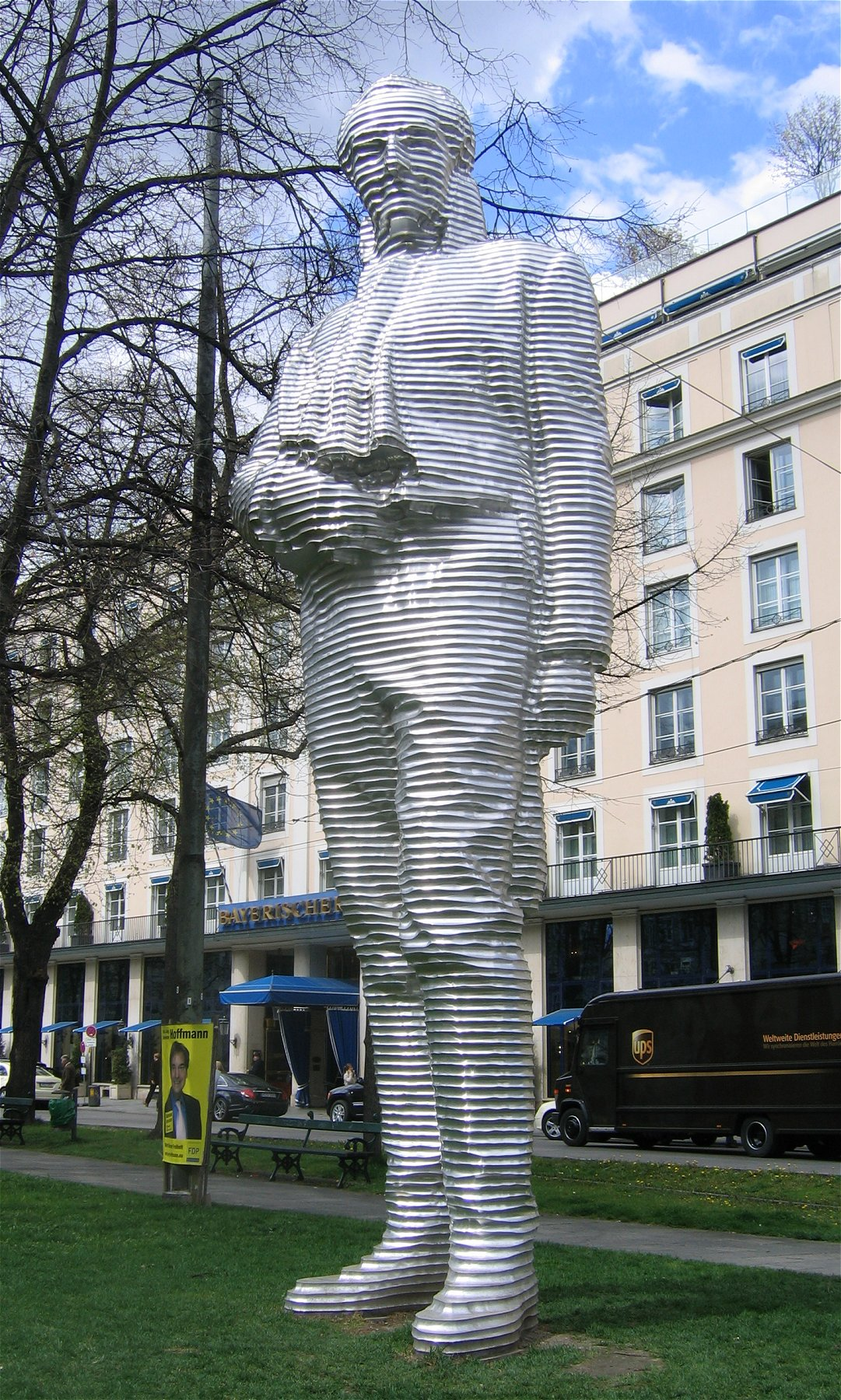
Sculpture en aluminium de Maximilien von Montgelas par Karin Sander, sur la Promenadeplatz de Munich, 2005.

En 2005, l’État libre de Bavière et la ville de Munich ont érigé un monument sur la Promenadeplatz de Munich en son honneur.
En 2009, à l'occasion du 250e anniversaire de sa naissance, la Société Montgelas pour la promotion de la coopération franco-bavaroise a créé la distinction honorifique « Prix Montgelas » (« Montgelas-Preis » en allemand) remise chaque année à une personnalité bavaroise ainsi qu'à une personnalité française reconnues pour promouvoir la coopération franco-bavaroise. Le prix a été remis notamment à Jean Arthuis (président de la commission des budgets du Parlement européen et ancien ministre des Finances), Raymond Frugier (maire d'Oradour-sur-Glane), Philippe Richert (président du conseil régional d’Alsace et ancien ministre délégué aux collectivités territoriales),Thierry Breton (président-directeur général d'Atos et ancien ministre des Finances) et François Villeroy de Galhau (gouverneur de la Banque de France).